# Samsonów-Dudków
Samsonów-Dudków est une localité polonaise de la gmina de Zagnańsk, située dans le powiat de Kielce en voïvodie de Sainte-Croix.